# Zostajemy do końca
Zostajemy do końca – ósmy album zespołu Toples wydany w czerwcu 2005 roku nakładem firmy fonograficznej Green Star. Płyta zawiera 10 premierowych utworów, 2 remiksy i megamiks piosenek z tej płyty.

## Lista utworów
1. Tęsknię (2005) (5:23)
2. Jak na imię ta dziewczyna ma (4:11)
3. Albo on, albo ja (4:09)
4. Wszystko można stracić (3:51)
5. Dominika (3:40)
6. Powiedzieć tobie (5:06)
7. Zostajemy do końca (5:36)
8. Mógłbym słuchać twego głosu (3:52)
9. Każdy może być kim chce (3:43)
10. Mamy wakacje (bo pijemy piwo) (3:45)
11. To było wczoraj (4:44)
12. Hej dobry D. J. (2005) (4:58)
13. Toples mix 2005 (9:25)

## Twórcy
- Muzyka i słowa: Marcin Siegieńczuk
- Aranżacje i realizacja materiału: Wojciech Burkowski